# Hosil Tholus
L'Hosil Tholus è una struttura geologica della superficie di Cerere.